# Conocalama manitobae
Conocalama manitobae är en stekelart som beskrevs av Heinrich 1962. Conocalama manitobae ingår i släktet Conocalama och familjen brokparasitsteklar. Inga underarter finns listade i Catalogue of Life.